# داون موسى
داون موسى هي لاعبة كرلنغ كندية، ولدت في 10 نوفمبر 1969 في يلونايف في كندا.